# وادي مدروخ
وادي مدروخ (بالعبرية: נחל דרוך) هو أخدود ضيق وعميق يقع في المنحدرات الشرقية لسلسلة الحثيرة ويقع داخل محمية وادي الفقرة في منطقة النقب.
يتشكل هذا النوع من الوديان بسبب تدفق المياه الذي يؤدي إلى تآكل الصخور على مدى سنوات طويلة.

## لمحة جغرافية
يقع الوادي على بعد ٦ كيلومتر من مستوطنة سديه بوكير في النقب.
يبدأ وادي مدروخ من ارتفاع 700 متر على قمة سلسلة حثيرة، وينحدر جنوبًا – غربًا باتجاه وادي الفقرة ويجري الوادي في معظم مساره عبر وادٍ ذي انحدار معتدل، تصاحبه درجات شلال صغيرة، ويحده منحدرات من الحجر الجيري الفاتح اللون.
عند وصوله إلى القبة الجيولوجية الحادة لسلسلة حثيرة، المطلة على منخفض وادي الفقرة، يتغير شكل الوادي تمامًا؛ حيث يضيق داخل ممر صخري ضيق يحتوي على شلالين كبيرين، يتراوح ارتفاع كل منهما بين 5 و6 أمتار. بعد ذلك، ينحدر الوادي عبر أسطح صخرية مائلة بزوايا حادة، حتى يصل إلى شلال ضخم يبلغ ارتفاعه حوالي 60 مترًا.
في هذه النقطة، ينفتح الوادي ليشكل حوض تآكل صخري هائل يشبه حدوة حصان، وتظهر في أعلى جرفه تجاويف صخرية كبيرة، بعضها يحتوي على فتحات طبيعية في الجرف. بعد هطول الأمطار الغزيرة، تتجمع المياه في حفر كبيرة أسفل هذا الجرف، مما يؤدي إلى تكوين بركة طبيعية جميلة في الجزء السفلي من الممر الصخري، حيث يوجد شلالان. في النهاية، يلتقي وادي مدروخ مع وادي الفقرةعلى بعد حوالي كيلومترين جنوبًا من مخرجه من نطاق جبال حثيرة.

## حدوة وادي مدروخ
تشكّلت حدوة وادي مدروخ نتيجة تراكم طبقات جيولوجية تحتوي على صخور بدرجات صلابة مختلفة، بالإضافة إلى التكوين القوسي لسلسلة حثيرة، الذي أدى إلى ميلان الطبقات الصخرية بشكل حاد. كما لعب مجرى وادي مدروخ، الذي يتعرج في المنطقة المنخفضة من السلسلة بالتوازي مع هذه الطبقات، دورًا أساسيًا في تشكيلها أثناء تدفقه نحو منخفض وادي الفقرة.
في البداية، قبل حوالي 200,000 سنة، اصطدم المجرى القديم للوادي بطبقة صخرية صلبة، مما أدى إلى إحداث فتحة أولية فيها. مع مرور الزمن، انهارت كتل ضخمة من الصخور الصلبة المعلقة فوق الوادي، مما كشف عن طبقات صخرية أكثر ليونة تحته. هذه الطبقات تعرضت للتآكل، مما أدى إلى تشكيل منخفض بيضاوي غائر، وهو الشكل الذي نراه اليوم على هيئة "حدوة".
في المستقبل، يُتوقع أن ينهار هذا التشكيل بالكامل، مما سيعيد المنطقة إلى تكوين أكثر بساطة، بدون الشكل المقوّس الحالي، لتصبح مجرد جرف صخري عادي.

## صور

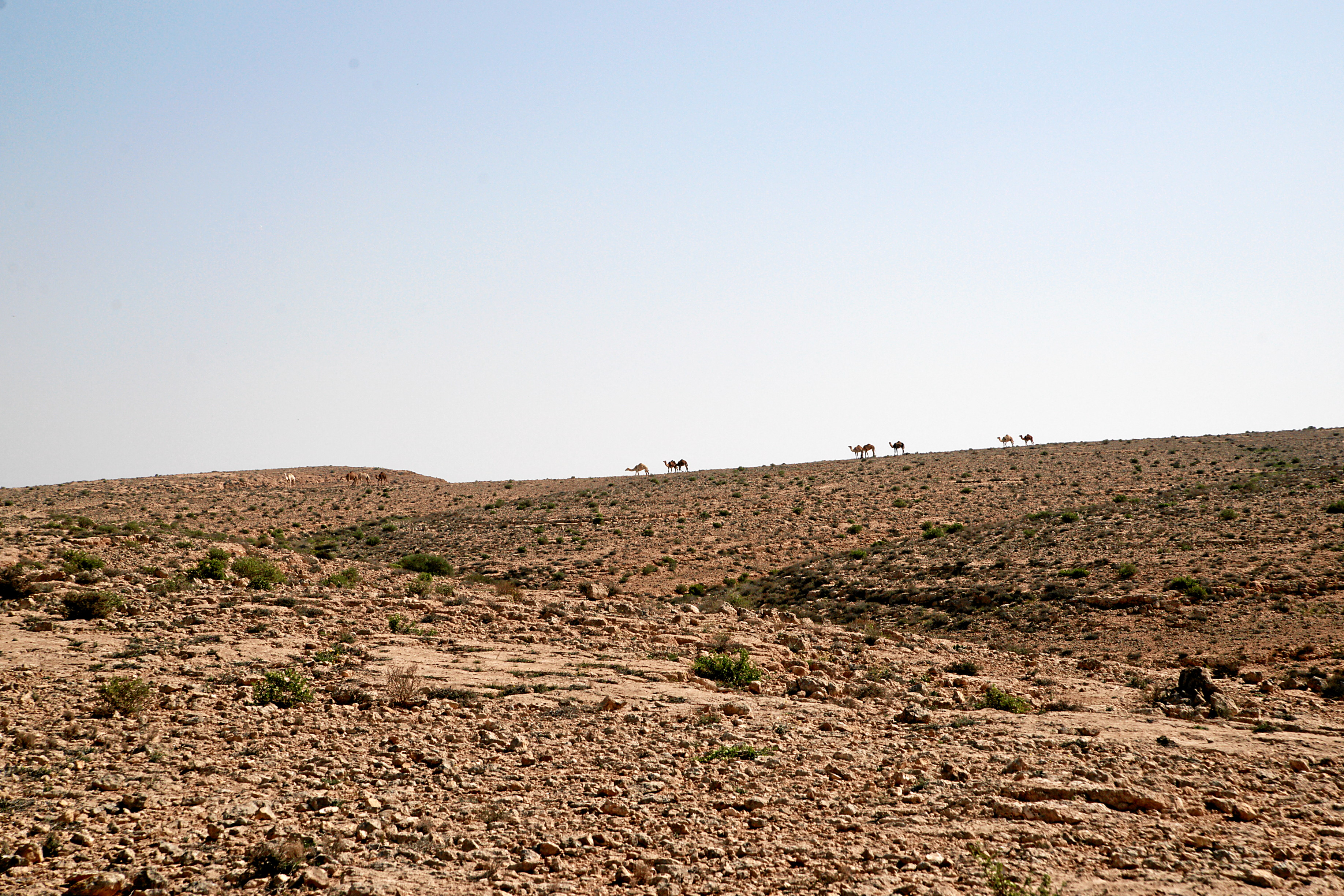
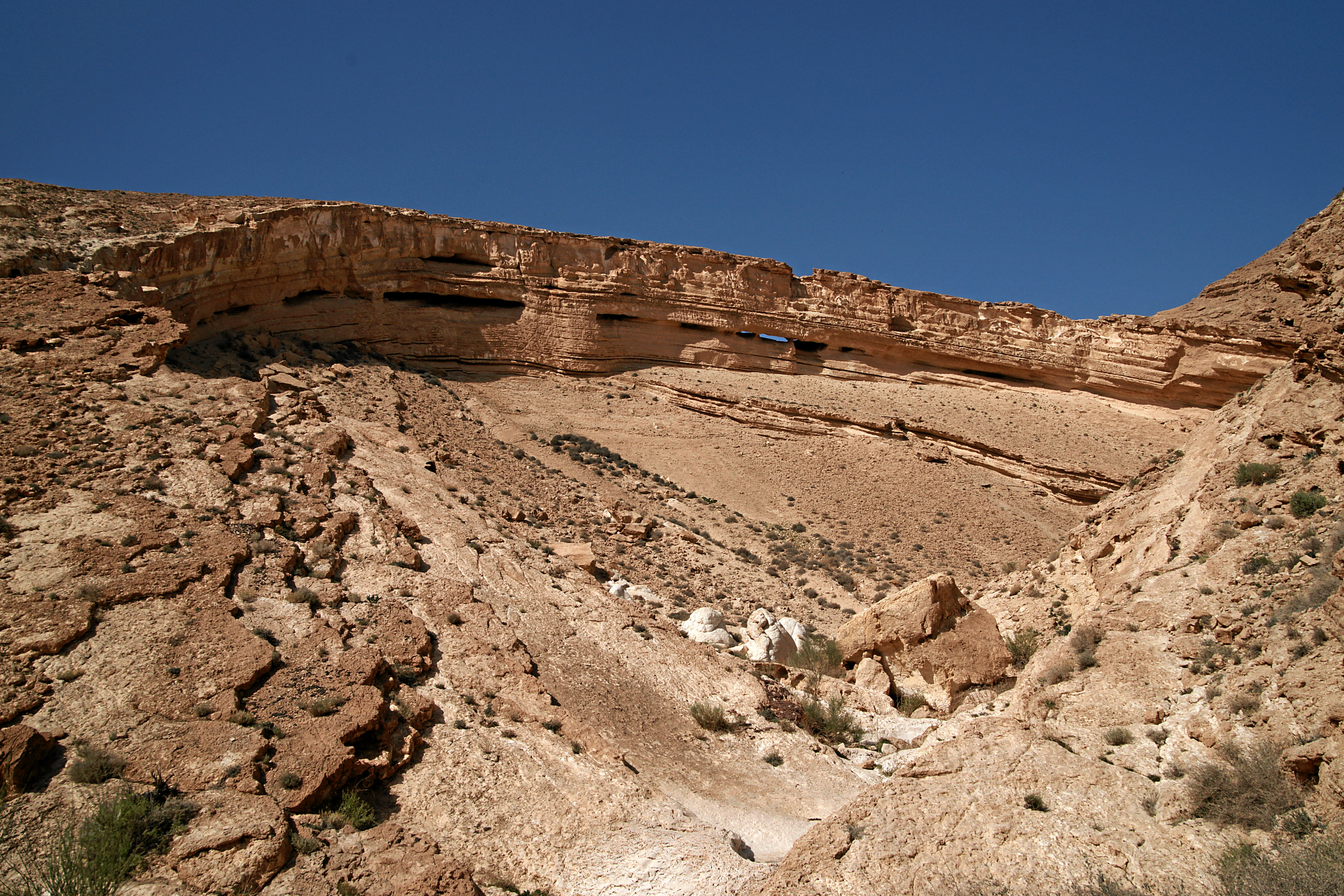
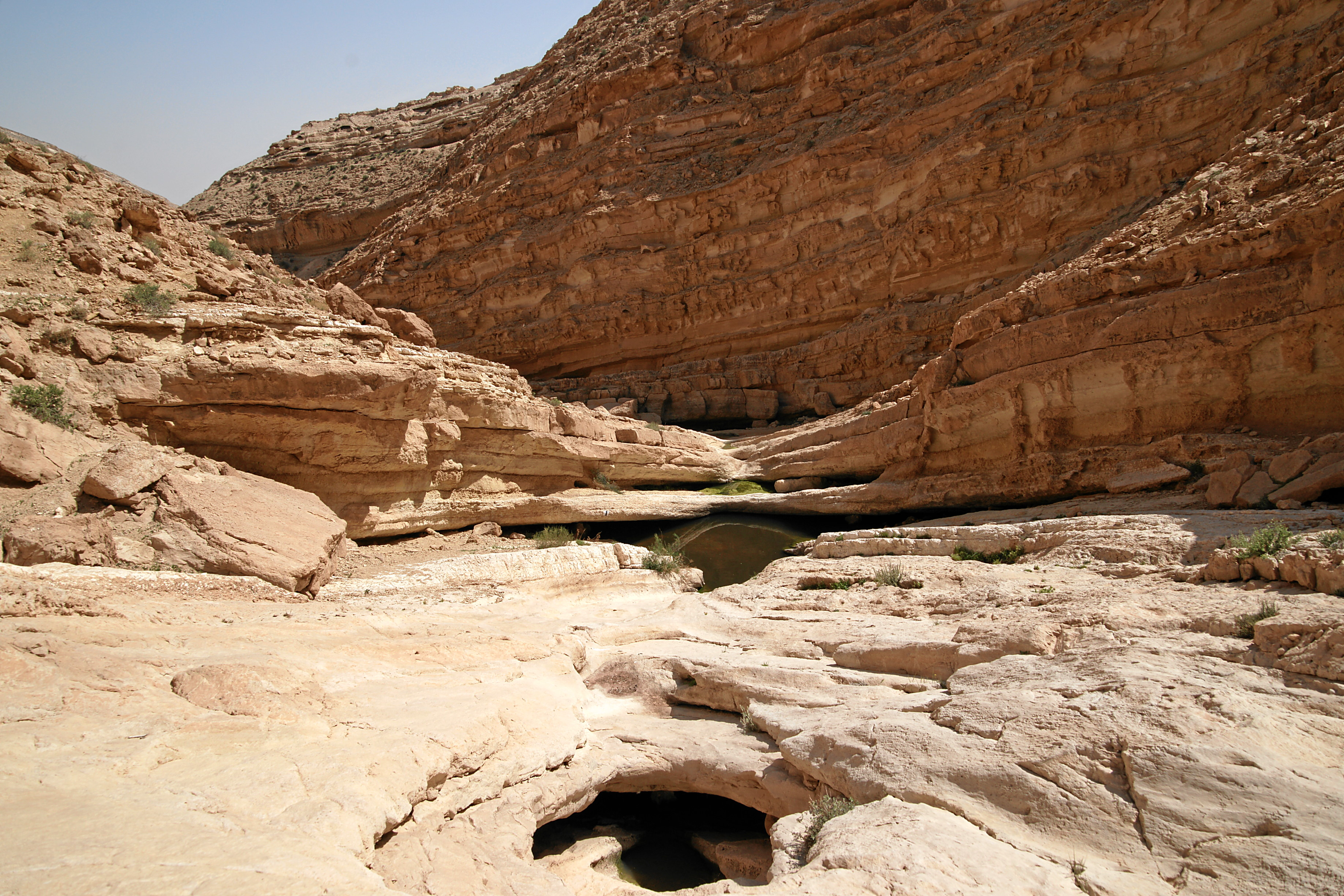
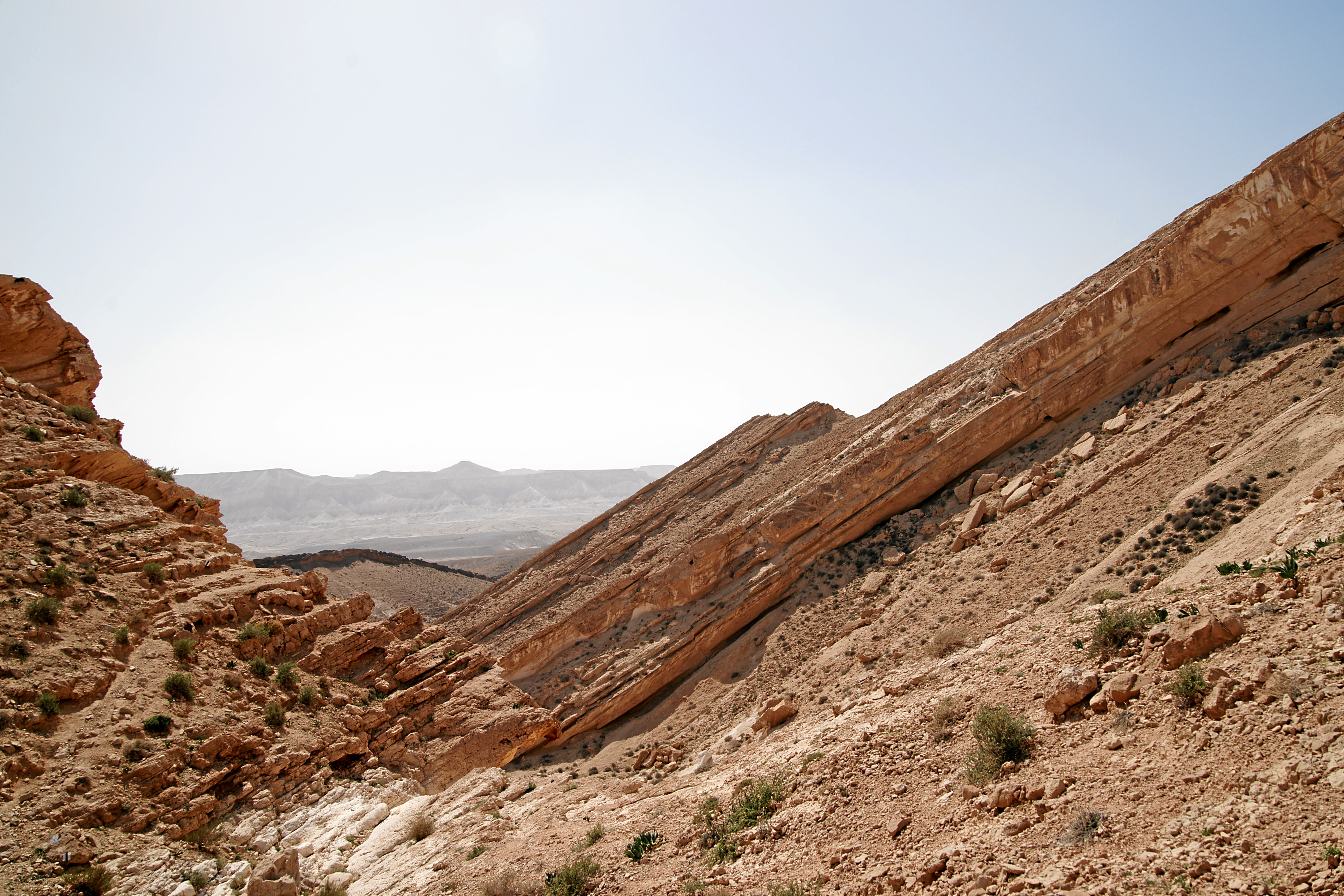